# 尽くして愛DOLL! 〜マスター大好きっ〜
『尽くして愛DOLL! 〜マスター大好きっ〜』（つくしてあいドール マスターだいすきっ）は、日本のアダルトゲームブランド・スワンマニアが2007年5月25日に発売した18禁アドベンチャーゲーム。

## 概要
有限会社アセンドアイの廉価版ブランドの1つ・スワンマニアの第4作。系列のフルプライスブランド・スワンアイのデビュー作『孕ら☆ハラっ!! 〜中出し学園せ〜かつ〜』が発売される直前にリリースされたタイトルで、後に「ボテもえ」ブランドを自称するスワン系ブランドのタイトルでは、初めてヒロインの妊娠描写が採り入れられたのが本作である。ただし、後述する通り本作はやや特殊な世界観を有しており、主題はあくまでも「ドール」と呼ばれるアンドロイドとの同棲生活であるため、後年（特に2008年以降）のタイトルのようにヒロインの妊娠を主題としているわけではない。
なお、ゲーム中では「ドール」のグラフィックにおける関節表示を球体関節人形のように継ぎ目が入ったものと、継ぎ目の表示を消して外見上は普通の人間と変わらないものとを選択可能な「ボールジョイントシステム」が採用されており、関節表示のON/OFFを随時切り替えられるようになっている。

## ストーリー
主人公・時夜はゴミ捨て場で廃棄された「ドール」を発見し、自宅に持ち帰って修理することを思い立つ。悪戦苦闘の末、ドール・愛華羽の起動に成功したものの強引に認証（膣内射精）を迫られてしまう。
「ドール」は、原因不明の難病が流行したことにより多くの女性が不妊状態となり、少子化が深刻を極めたことから人工子宮を搭載して代理母出産を行う為に開発されたアンドロイドであるが、生殖目的でなく家事や日常生活のパートナーとして購入する者も多い。

## 登場人物
時夜（ときや）
主人公。学生であり、数年前に購入したドール・雛菊と2人で暮らしていたがある日、ゴミ捨て場で廃棄されていた愛華羽を拾って修理したことで生活が一変する。
愛華羽（アゲハ）
ゴミ捨て場に廃棄されていたドール。時夜に拾われて修理を施され、一緒に暮らすようになる。普段は感情を表に出さないが物理的衝撃で性格が豹変する場合がある。幼児体型ながら生殖能力は有しているとされるが、本編中でその設定を裏付ける描写は見られない。
雛菊（ヒナギク）
時夜が数年前に購入したドール。根は優しいが嫉妬深く、愛華羽の出現で自分の地位が脅かされることに焦っている。生殖活動に適したスペックで構成されており、エンディングでは時夜の子供を授かる。

## スタッフ
- 原画 - 桃竜
- 音楽 - ジン